# Edson Braafheid
Edson René Braafheid (* 8. April 1983 in Paramaribo, Suriname) ist ein niederländischer ehemaliger Fußballspieler surinamischer Herkunft.

## Karriere

### Vereine
Über die Jugendvereine JOS Amsterdam, FC Amstelland und FC Abcoude gelangte Braafheid in das Jugendinternat des FC Utrecht – zog er doch die Aufmerksamkeit verschiedener Scouts auf sich. Zuvor in der zweiten Mannschaft des FC Utrecht aktiv, gab er in der Saison 2003/04 sein Debüt in der Profimannschaft, für die er in seiner ersten Saison 13 Mal in der höchsten niederländischen Liga, der Ehrendivision, zum Einsatz kam. In den darauf folgenden Spielzeiten erhielt er immer mehr Spielpraxis und entwickelte sich demzufolge zum Stammspieler. Nach fast vier Jahren, 80 Spielen und zwei erzielten Toren sicherte sich der FC Twente Enschede im Januar 2007 – vor Ablauf der Saison – die Dienste des Verteidigers. Mit einem Vertrag bis 2010 ausgestattet gelang es ihm auch sich bei seinem neuen Arbeitgeber durchzusetzen und zum Leistungsträgers des Vereins heranzureifen. Bis Saisonende 2008/09 spielte er 76 Mal in der Eredivisie und erzielte ein Tor. Des Weiteren spielte er siebenmal im nationalen und zehnmal in den internationalen Pokalwettbewerben.
Am 9. Juni 2009 bestätigte der FC Twente auf seiner Homepage den bevorstehenden Transfer von Braafheid zum FC Bayern München. Sein Bundesliga-Debüt gab Braafheid am 8. August 2009 (1. Spieltag) beim 1:1-Unentschieden im Auswärtsspiel gegen die TSG 1899 Hoffenheim, als er in der 84. Minute für Bastian Schweinsteiger eingewechselt wurde.
Am 1. Februar 2010, kurz vor Schließung der Transferliste, wurde mit dem schottischen Erstligisten Celtic Glasgow ein Leihgeschäft vereinbart, um Braafheid bis zum 30. Juni 2010 Spielpraxis zu ermöglichen, da er in der Hinrunde der Saison 2009/10 nur sporadisch in der Bundesliga zum Einsatz gekommen war. Sein Debüt in der Liga gab er am 10. Februar 2010 (24. Spieltag) beim 2:0-Heimsieg über Heart of Midlothian. Zuvor, am 7. Februar, hatte er 90 Minuten im Achtelfinale des Vereinspokal-Wettbewerbs, dem Scottish FA Cup, beim 4:2-Auswärtssieg bei Dunfermline Athletic gespielt.
Zur Saison 2010/11 kehrte er wieder zum FC Bayern München zurück. Als Grund nannte er ein positives Gespräch mit Trainer Louis van Gaal, der ihm versicherte, dass er eine weitere Chance erhalte. Diese Chance konnte Braafheid jedoch nicht nutzen. Nachdem es während des Spiels gegen Borussia Mönchengladbach am 6. November 2010 zu einem Streit zwischen van Gaal und Braafheid in der Kabine gekommen sein soll, wurde Braafheid suspendiert und anschließend nicht mehr eingesetzt.
Am 27. Januar 2011 unterschrieb der Niederländer einen Dreieinhalbjahresvertrag bei der TSG 1899 Hoffenheim, die zwei Tage zuvor bereits seinen Nationalmannschaftskameraden und ehemaligen Schulfreund Ryan Babel verpflichtet hatte. Sein Debüt am 5. Februar 2011 (21. Spieltag) – in der 74. Minute für Vedad Ibišević eingewechselt – endete nach einer Tätlichkeit gegen Christian Tiffert bereits fünf Minuten später; er wurde mit der Roten Karte des Spielfeldes verwiesen.
Im Rahmen eines einvernehmlichen Leihgeschäfts auf Anfrage des FC Twente Enschede wechselte Braafheid am 31. August 2012 für eine Spielzeit bis 30. Juni 2013 in die Eredivisie, in der er 25-mal zum Einsatz kam.
Zur Saison 2013/14 kehrte Braafheid nach Hoffenheim zurück und wurde unter anderem mit Tim Wiese in die von Vereinsseite betitelte „Trainingsgruppe 2“ versetzt, die unabhängig vom übrigen Profikader trainierte. Der „Trainingsgruppe 2“ haftet seither ein „legendärer“ Ruf an. Braafheid verließ den Verein mit Auslaufen des Vertrages mit Ablauf des 20. Juni 2014.
Am 1. August 2014 verpflichtete Lazio Rom Braafheid. Am 14. September 2014 (2. Spieltag) debütierte er in der Serie A beim 3:0-Sieg im Heimspiel gegen AC Cesena von Beginn an. Sein Vertrag endete am 30. Juni 2016. Im August 2016 kehrte er zu seinem ehemaligen Verein FC Utrecht zurück. Nach 13 Punktspielen pausierte er von Januar 2018 bis Ende November 2018. Im Dezember 2018 wurde er vom amerikanischen Zweitligisten Austin Bold verpflichtet, für den er in der Western Conference beim 5:0-Sieg im Heimspiel gegen Colorado Springs Switchbacks am 30. Juni 2019 (4. Spieltag) debütierte.
Am 10. November 2020 wurde er vom US-amerikanischen Verein Palm Beach Stars unter Vertrag genommen.

### Nationalmannschaft
Braafheid spielte viermal für die niederländische U-21-Nationalmannschaft und debütierte am 17. Mai 2006 in Doetinchem beim 2:2-Unentschieden gegen die Auswahl Deutschlands.
Er nahm an der vom 23. Mai bis 4. Juni 2006 in Portugal ausgetragenen Europameisterschaft teil und kam im ersten Gruppenspiel, bei der 1:2-Niederlage gegen die Auswahl der Ukraine – in der ersten Spielhälfte – zu seinem ersten Turniereinsatz. Im dritten Gruppenspiel, beim 1:0-Sieg gegen die Auswahl Italiens wurde er in der 60. Minute für Urby Emanuelson eingewechselt. Er bestritt ferner das mit 3:2 nach Verlängerung gewonnene Halbfinalspiel gegen die Auswahl Frankreichs, doch im Finale, das mit 3:0 gegen den Auftaktgegner, der Ukraine, gewonnen wurde und zum Titel führte, kam er allerdings nicht zum Einsatz.
Für die A-Nationalmannschaft bestritt er zehn Länderspiele und kam erstmals (und über 90 Minuten) am 11. Februar 2009, im Test-Länderspiel in Tunis gegen die Nationalmannschaft Tunesiens beim 1:1-Unentschieden zum Einsatz. Im Mai 2010 wurde er in den vorläufigen Kader für die Weltmeisterschaft 2010 in Südafrika berufen. Seinen einzigen Turniereinsatz hatte er im mit 0:1 nach Verlängerung verlorenen Finale gegen die Nationalmannschaft Spaniens, als er in der 105. Minute für Kapitän Giovanni van Bronckhorst eingewechselt wurde.

## Erfolge

### Nationalmannschaft
- Zweiter der Weltmeisterschaft 2010
- U-21-Europameister 2006

### Vereine
- Deutscher Meister 2010
- DFB-Pokal-Sieger 2010*
- KNVB-Pokal-Sieger 2004